# SCR 1845-6357
Désignations
SCR 1845-6357 est un système binaire situé à ∼ 13,06 a.l. (∼ 4 pc) de la Terre, dans la constellation du Paon.

## Système

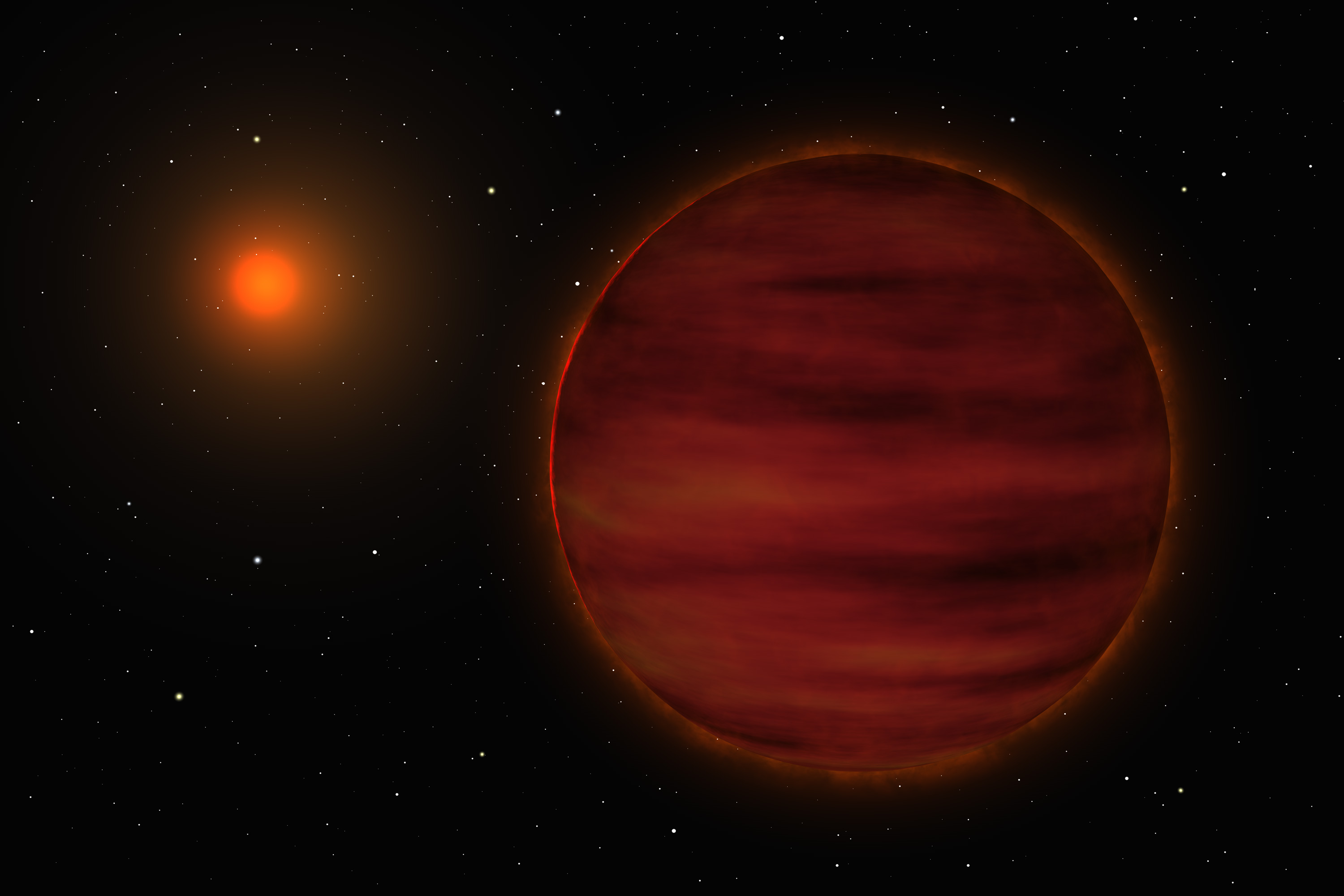
Vue d'artiste du système stellaire de SCR 1845-6357.

Le système est composé d'une étoile et d'une naine brune séparées de 4,1 unités astronomiques.

### SCR 1845-6357 A
L'objet primaire, SCR 1845-6357 A, est une étoile naine rouge ultra-froide d'une masse équivalente à 7 % de celle du Soleil, découverte en 2004.

### SCR 1845-6357 B
La seconde composante du système, SCR 1845-6357 B, est une naine brune d'une masse de 4 ou 5 % de celle du Soleil, découverte en 2006.